# ラガールビジョン

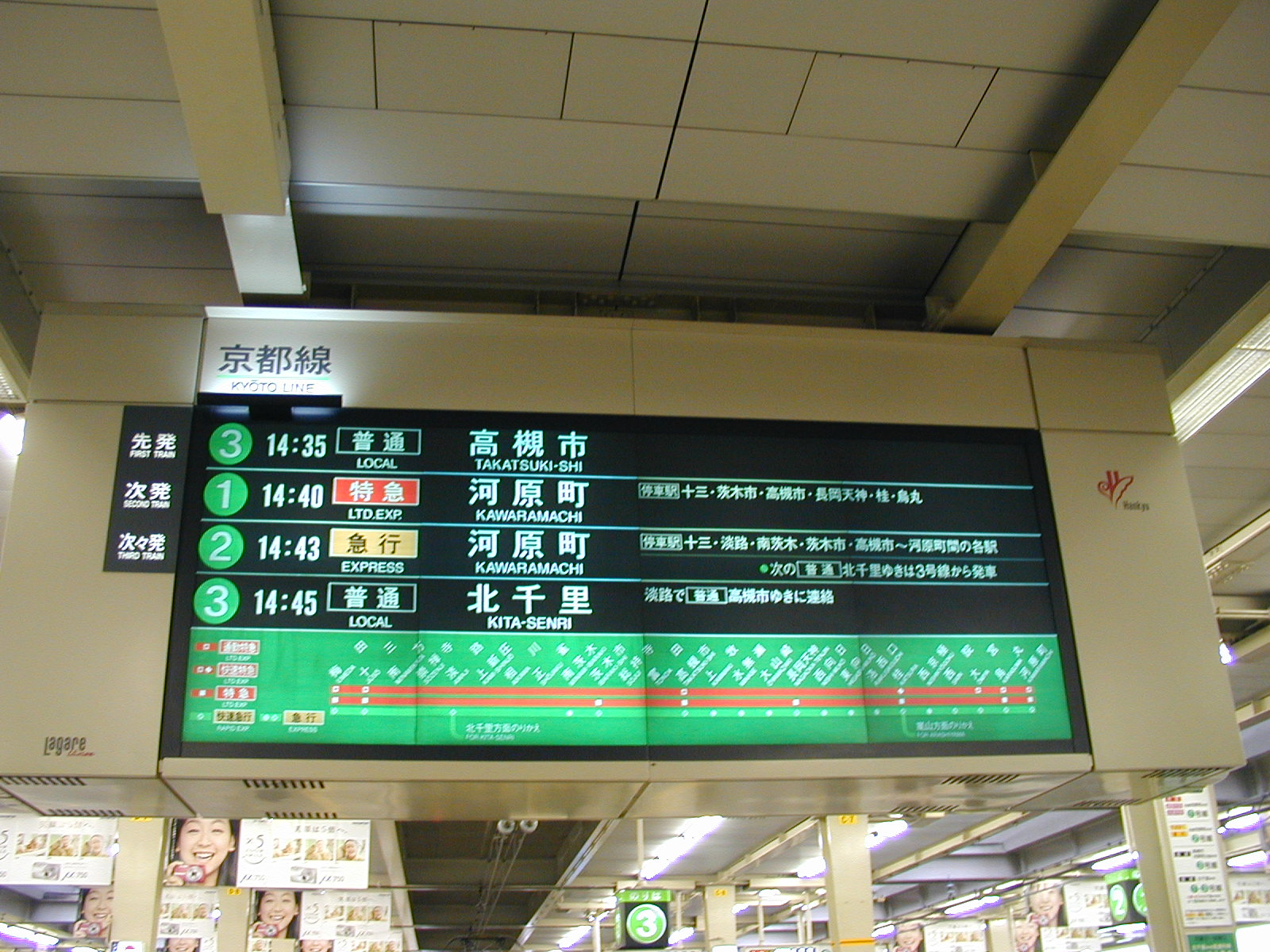
京都線ホームのラガールビジョン

ラガールビジョン（Lagare Vision）は、阪急電鉄梅田駅（現・大阪梅田駅）にかつて設置されていた、電球と光ファイバーを使用した発車標である。
1993年9月9日から京都本線、同年11月から宝塚本線、1994年2月から神戸本線、それぞれで使用されていた幕式の発車案内装置の老朽化に伴い、交換設置されたものである。
このラガールビジョンは4列車分の種別、発車時刻、行き先、停車駅を表示し、下には路線図・停車駅表やお知らせなどが表示されていた。画面は、直径0.4㎜の小さい光ファイバーを2㎜ピッチで俵状に整列させた高精細を実現する表示構成となっており、現在の発光ダイオード（LED）式では不可能な、列車案内の背景に広告画像を表示することも可能であった。原理は、光ファイバーの背面から高輝度ランプにて照射する方式を取っていた。このため、他社の様にLEDチップをR/G/B三色で1チップとしたブラウン管TVに似た構造と違い、消費電力や表示面の発熱が少ない点、ブラウン管の様に焼き付きが無く静止画のPC表示が可能な点、電車から発生する電磁波による画面の乱れが生じない点など、優れた特性も有していた。メインテナンス性については、現在のテクノロジーとの比較ゆえ評価が分かれるものの、基本的には、バックライトの交換のみで維持可能であった。
しかしながら、光ファイバ伝送での減衰と視野角度維持に際しての拡散性能が必要な為、約20時間/日運用では、数ヶ月でランプ交換を必要とした。これは、また、クライアント側から保全要員への仕事を作って欲しいとの要望でも有り、設計要件として考慮された結果からである。
列車が発車する前には、列車種別・発車時刻・行き先と「ただ今発車いたします」の文字が交互に表示され、発車後は一番上の列車の表示が消え、表示全体がスクロールして次の案内に切り替わるようになっていた。
この他、画面右半分（通常は停車駅を表示している部分）で沿線情報を流すこともあり、映像をバックに停車駅を表示することもあった。本来、表示しているLEDパネルは、パソコン信号用であったので信号変換機を用いてテレビジョン信号を直接表示させる方式としていた。他にも、陰陽を用いた特別なグラフィック・フォント処理により、利用者に動画のオーバー・ライト時でも見易くする工夫を行った。更に、緊急案内や運行情報をテロップとして表示可能とし、沿線利用客に対してのサービス提供も実現した。
本来の耐用年数は、経済産業省が規定している7年間で順次更新する予定であったが、結果的には、13年間の長期に渡って使用された。阪神淡路大震災にも晒されたが、柱のコンクリートに亀裂が入る様な状況下においても、全く損傷もせず100%機能を維持し、吊り構造を無損傷に保った点は、耐震構造設計の優秀さ、吊り下げ構造部材を駅コンコースに設置する際の設計要件を満たしているものとして、当時の関係者から高信頼性、並びに、安全性が高いという評価を得る出来事となった。宝塚線ホームのものは2006年8月下旬、神戸線ホームのものは同年9月下旬、京都線ホームのものは同年12月下旬にLED式の発車案内板に順次更新され現在に到る。